# Пайн-Гілл (Нью-Джерсі)
Пайн-Гілл (англ. Pine Hill) — місто (англ. borough) в США, в окрузі Кемден штату Нью-Джерсі. Населення — 10 743 особи (2020).

## Географія
Пайн-Гілл розташований за координатами 39°47′13″ пн. ш. 74°59′5″ зх. д. / 39.78694° пн. ш. 74.98472° зх. д. (39.786806, -74.984657).  За даними Бюро перепису населення США в 2010 році місто мало площу 10,14 км², з яких 10,03 км² — суходіл та 0,11 км² — водойми.

## Демографія
Згідно з переписом 2010 року, у селищі мешкали 10 233 особи в 4086 домогосподарствах у складі 2604 родин. Було 4357 помешкань
Расовий склад населення:
| - 67,5 % — білих - 24,1 % — чорних або афроамериканців - 2,1 % — азіатів - 0,3 % — корінних американців - 2,4 % — осіб інших рас |

До двох чи більше рас належало 3,6 %. Частка іспаномовних становила 6,7 % від усіх жителів.
За віковим діапазоном населення розподілялося таким чином: 23,9 % — особи молодші 18 років, 67,4 % — особи у віці 18—64 років, 8,7 % — особи у віці 65 років та старші. Медіана віку мешканця становила 35,1 року. На 100 осіб жіночої статі у селищі припадало 88,7 чоловіків;  на 100 жінок у віці від 18 років та старших — 84,2 чоловіків також старших 18 років.
Середній дохід на одне домашнє господарство  становив 60 633 долари США (медіана — 50 184), а середній дохід на одну сім'ю — 69 038 доларів (медіана — 64 011). Медіана доходів становила 50 248 доларів для чоловіків та 40 260 доларів для жінок. За межею бідності перебувало 14,3 % осіб, у тому числі 19,0 % дітей у віці до 18 років та 23,0 % осіб у віці 65 років та старших.
Цивільне працевлаштоване населення становило 4779 осіб. Основні галузі зайнятості: освіта, охорона здоров'я та соціальна допомога — 30,2 %, роздрібна торгівля — 13,0 %, науковці, спеціалісти, менеджери — 11,3 %.